# NGC 7796
NGC 7796 (другие обозначения — PGC 73126, ESO 149-7, AM 2356-554) — эллиптическая галактика (E) в созвездии Феникс.
Этот объект входит в число перечисленных в оригинальной редакции «Нового общего каталога».